# مقاطعة فولتون (بنسلفانيا)
مقاطعة فولتون هي مقاطعة في بنسلفانيا، تتبع بنسلفانيا، بلغ عدد سكانها 14٬845  نسمة، في 2010، عاصمتها ماكونيلسبورغ، تبلغ مساحتها 1٬134 كيلومتر مربع.

## الموقع
تشترك في الحدود مع:
- مقاطعة هنتينغدون (بنسلفانيا)
- مقاطعة ألغني، ميريلاند
- مقاطعة واشنطن
- مقاطعة فرانكلين
- مقاطعة بيدفورد.